# La Vallée des pharaons
Pour plus de détails, voir Fiche technique et Distribution.
La Vallée des pharaons (titre original : Il sepolcro dei re) est un péplum franco-italien réalisé par Fernando Cerchio et sorti en 1960.

## Synopsis
La famille royale assyrienne a été éliminée sur ordre du pharaon Nemorat, dont les armées ont triomphé des Assyriens. Ne demeure plus en vie que la jolie princesse Sheila, promise au sinistre pharaon, qu'elle hait de toute son âme mais se résigne à épouser, faute d'autre d'issue. Nemorat ne tarde pas à comprendre que sa femme ne l'aimera jamais et en fait une crise d'épilepsie fatale. À la suite de la mort du pharaon, sa veuve doit être enterrée à ses côtés, selon la tradition. Rhesi, médecin de la cour, secrètement amoureux de la reine, tente alors de la sauver...

## Fiche technique
- Titre : La Vallée des pharaons
- Titre original : Il sepolcro dei re
- Mise en scène : Fernando Cerchio
- Scénario : Fernando Cerchio et Damiano Damiani
- Musique : Giovanni Fusco
- Images : Anchise Brizzi
- Montage : Antonietta Zita
- Direction artistique : Arrigo Equini
- Costumes : Giancarlo Bartolini Salimbeni
- Société de production : Explorer Film '58, Comptoir Français de Productions Cinématographiques (CFPC)
- Société de distribution : Constantin Film
- Pays de production:  Italie,  France
- Langue : Italien
- Genre : Film historique
- Format : Couleur (Eastmancolor) - 35 mm - 2,35:1 - Son : Mono
- Durée : 109 minutes
- Dates de sortie : 
  - Italie : 7 décembre 1960
  - France : 14 juin 1961[1]

## Distribution
- Debra Paget (VF : Martine Sarcey) : Sheila
- Ettore Manni (VF : Roland Menard)  : Resi, médecin de Pharaon
- Erno Crisa (VF : Ivan Desny) : Kefren, conseiller de Tegi
- Corrado Pani (VF : Claude Mercutio) : Pharaon Nemorat
- Yvette Lebon : Talia, maîtresse de Kefren
- Andreina Rossi (VF : Denise Bosc) : La reine Tegi
- Robert Alda (VF :  Georges Aminel) : L'architecte Inuni
- Ivano Staccioli (VF : Jacques Deschamps) : Manat
- Nando Tamberlani (VF : René Fleur) : Grand prêtre
- Rosalba Neri : Servante de Sheila
- Pietro Cessarelli (VF : Yves Brainville) : Sutek
- Betsy Bell
- Angelo Dessy
- Renato Mambor
- Stefania Re
- Vittorio Ripamonti : Tabor le serviteur
- Amerigo Santarelli (VF : Jean Daurand) : Amarix
- Giuseppe Sciacqua
- Wando Tress
- Veriano Genesi